# قائمة رؤساء السودان
هذه قائمة رؤساء جمهورية السودان، منذ استقلال البلاد في عام 1956 إلى يومنا هذا.

## قائمة حكام السودان (1956–الآن)
| No.                                        | الصورة                    | الاسم (الميلاد–الوفاة)                | الانتخابات                | الفترة                    | الفترة                      | الفترة                    | الحزب السياسي                                                        |
| No.                                        | الصورة                    | الاسم (الميلاد–الوفاة)                | الانتخابات                | استلم المنصب              | ترك المنصب                  | المدة                     | الحزب السياسي                                                        |
| جمهورية السودان (1956–69)                  | جمهورية السودان (1956–69) | جمهورية السودان (1956–69)             | جمهورية السودان (1956–69) | جمهورية السودان (1956–69) | جمهورية السودان (1956–69)   | جمهورية السودان (1956–69) | جمهورية السودان (1956–69)                                            |
| ------------------------------------------ | ------------------------- | ------------------------------------- | ------------------------- | ------------------------- | --------------------------- | ------------------------- | -------------------------------------------------------------------- |
| 1                                          |                           | مجلس السيادة السوداني                 | —                         | 1 يناير 1956              | 17 نوفمبر 1958 (خلع)        | 2 سنوات و320 أيام         | متعدد الانتماء                                                       |
| 2                                          |                           | إبراهيم عبود (1900–1983)              | —                         | 17 نوفمبر 1958            | 16 نوفمبر 1964 (استقال)     | 5 سنوات و365 أيام         | القوات المسلحة السودانية                                             |
| —                                          |                           | سر الختم الخليفة (1919–2006) بالوكالة | —                         | 16 نوفمبر 1964            | 3 ديسمبر 1964               | 17 أيام                   | حزب الأمة القومي                                                     |
| 3                                          |                           | مجلس السيادة السوداني                 | —                         | 3 ديسمبر 1964             | 10 يونيو 1965               | 189 أيام                  | متعدد الانتماء                                                       |
| 4                                          | مجلس السيادة السوداني     | 10 يونيو 1965                         | —                         | 8 يوليو 1965              | 28 أيام                     |                           | متعدد الانتماء                                                       |
| 5                                          |                           | إسماعيل الأزهري (1900–1969)           | —                         | 8 يوليو 1965              | 25 مايو 1969 (خلع)          | 3 سنوات و321 أيام         | الحزب الاتحادي الديمقراطي الموحد                                     |
| جمهورية السودان الديمقراطية (1969–1985)    |                           |                                       |                           |                           |                             |                           |                                                                      |
| 6                                          |                           | جعفر النميري (1928–2009)              | 1971 1977 1983            | 25 مايو 1969              | 6 أبريل 1985 (خلع)          | 15 سنوات و316 أيام        | القوات المسلحة السودانية / الاتحاد الاشتراكي السوداني                |
| جمهورية السودان (1985–2019)                |                           |                                       |                           |                           |                             |                           |                                                                      |
| 7                                          |                           | عبد الرحمن سوار الذهب (1934–2018)     | —                         | 6 أبريل 1985              | 6 مايو 1986                 | 1 سنة و30 أيام            | القوات المسلحة السودانية                                             |
| 8                                          |                           | أحمد الميرغني (1941–2008)             | —                         | 6 مايو 1986               | 30 يونيو 1989 (انقلاب)      | 3 سنوات و55 أيام          | الحزب الاتحادي الديمقراطي الموحد                                     |
| 9                                          |                           | عمر البشير (مواليد 1944)              | 1996 2000 2010 2015       | 30 يونيو 1989             | 11 أبريل 2019 (خلع)         | 29 سنوات و285 أيام        | القوات المسلحة السودانية / حزب المؤتمر الوطني                        |
| انتقال السودان إلى الديمقراطية (2019–الآن) |                           |                                       |                           |                           |                             |                           |                                                                      |
| 10                                         |                           | أحمد عوض بن عوف (مواليد 1957)         | —                         | 11 أبريل 2019             | 12 أبريل 2019 (استقال)      | 1 يوم                     | القوات المسلحة السودانية / حزب المؤتمر الوطني                        |
| 11                                         |                           | عبد الفتاح البرهان (مواليد 1960)      | —                         | 12 أبريل 2019             | 20 أغسطس 2019               | 130 أيام                  | المجلس العسكري الانتقالي                                             |
| 12                                         |                           | مجلس السيادة السوداني                 | —                         | 20 أغسطس 2019             | 25 أكتوبر 2021 (انقلب عليه) | 2 سنوات و66 أيام          | متعدد الانتماء (قوى إعلان الحرية والتغيير والمجلس العسكري الانتقالي) |
| (11)                                       |                           | عبد الفتاح البرهان (مواليد 1960)      | —                         | 25 أكتوبر 2021            | 11 نوفمبر 2021              | 17 أيام                   | القوات المسلحة السودانية                                             |
| (12)                                       |                           | مجلس السيادة السوداني                 | —                         | 11 نوفمبر 2021            | الآن                        | 3 سنوات و130 أيام         | متعدد الانتماء                                                       |

## الملاحظات
1. ↑  الأعضاء: عبد الفتاح المغربي ومحمد أحمد يونس وأحمد محمد صالح والدرديري محمد عثمان وسيريسيو ايرو واني.
2. ↑  الأعضاء: عبد الحليم محمد والتجاني الماحي ومبارك الفاضل شداد وإبراهيم يوسف سليمان ولويجي أدوك.
3. ↑  الأعضاء: إسماعيل الأزهري وعبد الله الفاضل المهدي و[[لويجي أدوك]] وعبد الحليم محمد وخضر حمد.
4. ↑  استفاء رئاسي.
5. ↑  سلم السلطة إلى الحكومة المدنية بعد الانتخابات البرلمانية السودانية 1986.
6. ↑  الأعضاء:[1] عبد الفتاح البرهان ومحمد حمدان دقلو وياسر العطا وشمس الدين كباشي وإبراهيم جابر كريم وعائشة موسى السعيد وصديق تارو ومحمد الفكي سليمان وحسن شيخ إدريس ومحمد حسن الطعيشي[2] ورجاء نيقولا.
7. ↑  الأعضاء: الرئيس عبد الفتاح البرهان ونائب الرئيس محمد حمدان دقلو (حتى 2023) ومالك عقار (نائب الرئيس حتى 2023) وشمس الدين كباشي وياسر العطا وإبراهيم جابر كريم والهادي إدريس يحيى والطاهر أبوبكر حجر ورجاء نيقولا ويوسف جاد كريم وعبد الباقي الزبير وسلمى عبد الجبار.[3][4][5]